# Platja de Can Martinet
La platja de Can Martinet és una platja natural del municipi de San Pere Pescador (Alt Empordà), situada al golf de Roses, entre la platja de la Gola i la platja de Can Nera. És una de les vuit platges en les quals es divideix el front marítim de Sant Pere Pescador. Per terra limita amb el Parc Natural dels Aiguamolls de l'Empordà, per la qual cosa compta amb un alt valor ecològic. Té una longitud de 1.355 m i una amplada de 82 m.
La platja disposa d'una zona especialment habilitada per a la pràctica del kitesurf, gestionada pel Club de Kitesurf Sant Pere Pescador, lloc on es començà a practicar aquest esport a Catalunya.
El nom de la platja prové de la masia Mas Martinet, actualment acondicionada com a casa rural Mas del Mar.